# Chung kết Cúp C1 châu Âu 1989
Trận chung kết Cúp C1 châu Âu năm 1989 là trận chung kết thứ ba mươi tư của Cúp các đội vô địch bóng đá quốc gia châu Âu, ngày nay là UEFA Champions League. Đây là trận đấu giữa A.C. Milan của Ý và Steaua Bucureşti của România trên Camp Nou, Barcelona, Tây Ban Nha vào ngày 24 tháng 5 năm 1989. Với chiến thắng 4–0, A.C. Milan lần thứ ba giành Cúp C1 châu Âu.

## Chi tiết trận đấu
| AC Milan                              | 4–0 | Steaua Bucureşti |
| ------------------------------------- | --- | ---------------- |
| Gullit 17', 38' · van Basten 26', 46' |     |                  |

| A.C. Milan | Steaua |

| AC MILAN:                                       |    |                       |          |     |
|                                                 |    |                       |          |     |
| TM                                              | 1  | Giovanni Galli        |          |     |
| HV                                              | 2  | Mauro Tassotti        |          |     |
| HV                                              | 5  | Alessandro Costacurta |          | 74' |
| HV                                              | 6  | Franco Baresi (ĐT)    | Thẻ vàng |     |
| HV                                              | 3  | Paolo Maldini         |          |     |
| TV                                              | 11 | Carlo Ancelotti       |          |     |
| TV                                              | 8  | Frank Rijkaard        |          |     |
| TV                                              | 4  | Angelo Colombo        |          |     |
| TV                                              | 7  | Roberto Donadoni      |          |     |
| TĐ                                              | 10 | Ruud Gullit           |          | 60' |
| TĐ                                              | 9  | Marco van Basten      |          |     |
| Dự bị:                                          |    |                       |          |     |
| HV                                              | 12 | Filippo Galli         |          | 74' |
| TV                                              | 13 | Pietro Paolo Virdis   |          | 60' |
| Huấn luyện viên:                                |    |                       |          |     |
| Arrigo Sacchi Trợ lý trọng tài Trọng tài thứ tư |    |                       |          |     |

| STEAUA BUCHAREST: |    |                     |  |     |
|                   |    |                     |  |     |
| TM                | 1  | Silviu Lung         |  |     |
| HV                | 3  | Nicolae Ungureanu   |  |     |
| HV                | 2  | Dan Petrescu        |  |     |
| HV                | 4  | Adrian Bumbescu     |  |     |
| HV                | 5  | Tudorel Stoica (ĐT) |  |     |
| TV                | 10 | Gheorghe Hagi       |  |     |
| TV                | 6  | Ştefan Iovan        |  |     |
| TV                | 8  | Daniel Minea        |  |     |
| TV                | 9  | Victor Piţurcă      |  |     |
| TĐ                | 7  | Marius Lăcătuş      |  |     |
| TĐ                | 11 | Iosif Rotariu       |  | 46' |
| Dự bị:            |    |                     |  |     |
| TĐ                | 12 | Gavril Balint       |  | 46' |
| Huấn luyện viên:  |    |                     |  |     |
| Anghel Iordănescu |    |                     |  |     |